# Luc-Normand Tellier
Pour les articles homonymes, voir Tellier.
Luc-Normand Tellier (né le 10 octobre 1944 à Montréal, Québec, Canada) est professeur émérite d’économie spatiale de l’Université du Québec à Montréal.

## Formation et enseignement
Après avoir enseigné pendant deux ans (1964-1966) au Collège Saint-André de Kigali, Rwanda, comme volontaire de SUCO (CUSO), Luc-Normand Tellier a acquis une double formation en économie et en urbanisme. Détenteur d’un baccalauréat en science économique (1968) et d’une maîtrise en urbanisme (1971) de l’université de Montréal, il a aussi obtenu un Master (1971) et un Ph.D. (1973) en science régionale de l’université de Pennsylvanie. Par la suite, il a enseigné à l’Institut d’urbanisme de l’université de Montréal avant de fonder le rassemblement en études urbaines de l’université du Québec à Montréal en 1976, lequel est devenu le Département d’études urbaines et touristiques en 1980. Il a été directeur de ce rassemblement et de ce département pendant treize ans ainsi que du centre « Urbanisation » de l’Institut national de la recherche scientifique de 1981 à 1983. Il a reçu le titre de « professeur émérite » de l’Université du Québec à Montréal en 2012.

## Les triangles de Fermat et de Weber
En 1971, Tellier a découvert la première solution analytique (numérique directe, sans itérations) des problèmes du triangle de Fermat (ou point de Fermat) et du triangle de Weber. Bien avant les contributions de Von Thünen qui datent de 1818, le problème du triangle de Fermat peut être vu comme le point d’origine même de l’économie spatiale. Il a été formulé par Fermat avant 1640. Le problème du triangle de Weber, qui est une généralisation du problème de Fermat, a été formulé pour la première fois par Thomas Simpson en 1750 et il a été popularisé par Alfred Weber en 1909. Le problème du triangle de Fermat consiste à localiser un point D par rapport à trois points A, B et C de façon à minimiser la somme des distances entre D et chacun des trois autres points, tandis que le problème du triangle de Weber consiste à localiser un point D par rapport à trois points A, B et C de façon à minimiser la somme des coûts de transport entre D et chacun des trois autres points.
Dans (Tellier 1985), il formule un tout nouveau problème, le problème d’attraction-répulsion qui constitue une généralisation à la fois des problèmes de Fermat et de Weber. Il résout ce problème pour la première fois dans le cas du triangle et il réinterprète la théorie économique spatiale et, en particulier, la théorie de la rente foncière à la lumière des concepts de forces d’attraction et de répulsion issus du problème d’attraction-répulsion. Le problème d’attraction-répulsion a été à l’origine de plusieurs contributions de mathématiciens, dont celles de Chen, Hansen, Jaumard et Tuy (1992) et de Jalal et Krarup (2003). De plus, il prélude, selon Ottaviano et Thisse (2005), la Nouvelle économie géographique qui vit le jour au cours des années 1990 et qui valut un « prix Nobel d'économie » à Paul Krugman en 2008. Le problème d’attraction-répulsion consiste, dans sa version simple, à localiser un point D par rapport à trois points A1, A2 et R de façon à annuler les forces d’attraction exercées par A1 et A2, et la force de répulsion exercée par le point R.

## Le modèle et la théorie topodynamiques
En 1989, Tellier a mis à contribution le problème d’attraction-répulsion pour élaborer un tout nouveau type de modèle démo-économique, le modèle topodynamique. Ce modèle non-économétrique conçu dans le contexte d’un espace continu a cette propriété de pouvoir produire des projections démo-économiques dans des régions où les autres modèles démo-économiques peuvent difficilement le faire à cause de la pauvreté des données disponibles. Le modèle topodynamique précède la formulation des premiers modèles de la Nouvelle Économie Géographique.
En 1995, il publie avec Claude Vertefeuille un article introduisant le concept d’inertie topodynamique et lui proposant des bases mathématiques. Cet article soulève un débat qui conduit à raffiner le concept et à consolider grandement ses bases mathématiques, en collaboration avec Martin Pinsonnault. En 1997, il publie un autre article, qui introduit le concept de corridor topodynamique et l’idée d’une nouvelle section de la science économique destinée à compléter la micro-économie, la méso-économie et la macro-économie, à savoir l’anoéconomie, qui doit étudier les phénomènes spatio-économiques observés à une échelle supérieure à celle des États (c’est-à-dire à celle de la macro-économie) dans une optique de très longue période (« ano », en grec ancien, signifie « en remontant dans le temps et dans l’espace » ; voir l’étymologie d’ « anode »).
En 2005 (en français) et en 2009 (en anglais), il publie un livre qui interprète l’histoire urbaine du monde à la lumière de la théorie topodynamique qu’il a élaborée au cours des années.
En mettant à contribution les concepts de forces d'attraction et de répulsion ainsi que l'analyse des champs vectoriels, il élabore un Système métrique urbain permettant de délimiter mathématiquement les frontières des aires urbaines (villes centrales, agglomérations, régions métropolitaines, mégalopoles, etc) uniquement à partir de la distribution spatiale des populations et des emplois.

## Rapprochement des pays de l'Arctique
Dans son premier livre (Tellier 1977), Tellier a proposé un rapprochement entre le Canada, le Danemark, la Finlande, l'Islande, la Norvège, la Suède et, éventuellement, un Québec indépendant. Il a lancé cette idée dix-neuf ans avant la Déclaration d'Ottawa de 1996 et la création du Conseil de l'Arctique, qui réunit ces pays ainsi que la Russie et les États-Unis.

## Recherches historiques
Parallèlement à ses travaux en économie spatiale, Tellier a publié en 1987 un livre sur le clan Le Tellier, l’un des deux principaux clans qui se sont disputé les faveurs du roi de France à Versailles, aux XVIIe et XVIIIe siècles. C’est dans ce clan que naquit le libéralisme économique, en réaction au colbertisme qui animait le clan rival. En 2017, il publie un livre sur L'émergence de Montréal dans le système urbain nord-américain, 1642-1776. Cet ouvrage aborde la naissance de Montréal dans une perspective économique spatiale et à partir des arbitrages faits à Paris, Versailles et Londres.

## Vie personnelle et familiale
Luc-Normand Tellier est le petit-fils de Raymond Tellier, cousin germain de Louis Tellier et de Sir Joseph-Mathias Tellier, ce dernier étant le grand-père de Paul Tellier. Il est aussi le beau-fils du comédien Jean-Pierre Masson.

## Sélection de publications

### Articles
- Tellier, Luc-Normand et Boris Polanski, « The Weber problem: frequency of different solution types and extension to repulsive forces and dynamic processes », Journal of Regional Science, vol 29, no 3, 1989, p. 387-405
- Tellier, Luc-Normand et Claude Vertefeuille, « Understanding spatial inertia: centre of gravity, population densities, the Weber problem and gravity potential », Journal of Regional Science, vol. 35, no 1, 1995, p. 155-164
- Tellier, Luc-Normand, « The Weber Problem: Solution and Interpretation », Geographical Analysis, vol. 4, no 3, 1972, p. 215-233
- Tellier, Luc-Normand, « From the Weber Problem to a "Topodynamic" Approach to Locational Systems », Environment and Planning A, vol. 24, 1992, p. 793-806
- Tellier, Luc-Normand, « A challenge for regional science: revealing and explaining the global spatial logic of economic development », Papers in Regional Science, vol. 76, no 4, 1997, p. 371-384
- Tellier, Luc-Normand et Martin Pinsonnault, « Further understanding spatial inertia: a reply », Journal of Regional Science, vol. 38, no 3, 1998, p. 513-534
- Tellier, Luc-Normand et Jérémy Gelb, "An Urban Metric System based on space-economy : Foundations, and implementation”, Regional Science Policy and Practice, 2018 :1-16. DOI 10.1111/rsp3.12141.
- Tellier, Luc-Normand, "Characterizing urban form by means of the Urban Metric System", Land Use Policy,  (ISSN 0264-8377), en ligne le 12 mai, 2020, publication papier, novembre 2021, article 104672.
- Tellier, Luc-Normand, Quesnel, Frédéric et Justin Bur, "Estimating urban sprawl standards by means of the Urban Metric System”, Regional Science Policy and Practice, Vol. 16, Issue 11, November 2024, Article 100131.
- Tellier, Luc-Normand et Guillaume Marois, "The 'Invasion Peril' in light of the topodynamic theory, and some recent statistics", in Karima Kourtit, Bruce Newbold, Peter Nijkamp et Mark Partridge (dir.), The Economic Geography of Cross-Border Migration, Bâle, Suisse : Springer Nature, 2021, pp. 15-32.
- Tellier, Luc-Normand, « Integrating Entropy in the Topodynamic Approach and the Urban Metric System », in Aura Reggiani, Laurie Schintler, Roberto Patuelli & Danny Czamanski (dir.), Entropy, Complexity and Spatial Dynamics, Royaume-Uni, Cheltenham Glos, Edward Elgar, Chapter 12, 2021, pp. 198-215.

### Livres
- Luc-Normand Tellier, Le Québec, État nordique, Montréal, Quinze, 1977, 232 p. (ISBN 0-88565-131-6)
- Luc-Normand Tellier, Économie spatiale : rationalité économique de l'espace habité, Chicoutimi, Gaëtan Morin, 1985, 280 p. (ISBN 2-89105-161-0) — 2e éd. revue, augmentée et corrigée : 1993, 285 p.  (ISBN 2891055012)
- Luc-Normand Tellier, Face aux Colbert: les Le Tellier, Vauban, Turgot et l'avènement du libéralisme, PUQ, 1987, 816 p.  (ISBN 2760504611) [présentation en ligne]
- Luc-Normand Tellier, Vive Montréal libre !, Montréal, Les Éditions du Boréal, 1993, 214 p. (ISBN 978-2-89052-582-5)
- Luc-Normand Tellier, Redécouvrir l’histoire mondiale, sa dynamique économique, ses villes et sa géographie, Montréal, Liber, 2005, 592 p.  (ISBN 2895780633)
- Luc-Normand Tellier, Urban World History: An Economic and Geographical Perspective, PUQ, 2009, 620 p.  (ISBN 9782760515888)
- Luc-Normand Tellier, Urban World History: An Economic and Geographical Perspective, seconde édition, Spinger Nature, 2019, 465 p.  (ISBN 978-3-030-24841-3)
- Luc-Normand Tellier, Méthodes d'évaluation des projets publics, Montréal, PUQ, 2011, 290 p.
- Luc-Normand Tellier, Émergence de Montréal dans le système urbain nord-américain: 1642-1776, Québec, Septentrion, 2017, 528 p.  (ISBN 9782894488881)
- Luc-Normand Tellier, Rwanda de ma jeunesse: en hommage au travail du Père Léon Delmas, Kigali, Rwanda, Izuba éditions, 2024, 386 p.  (ISBN 979-10-93440-50-7)

## Source biographique
Les débuts de la carrière de L.-N. Tellier ont fait l'objet d'un article dans le dictionnaire suivant : Réginald Hamel, John Hare et Paul Wyczynski, Article "Tellier, Luc-Normand", Dictionnaire des auteurs de langue française en Amérique du Nord, Montréal, Fides, 1989, p. 1274.